# Petrobia uncata
Petrobia uncata är en spindeldjursart som först beskrevs av Flechtmann och Moraes 1991.  Petrobia uncata ingår i släktet Petrobia och familjen Tetranychidae. Inga underarter finns listade i Catalogue of Life.